# Mouse Guard
Mouse Guard ist eine Comicheftserie von Autor/Zeichner David Petersen, die in den USA beim Verlag Archaia Studios Press und in Deutschland bei Cross Cult erscheint. Die Helden der Serie sind intelligente Mäuse, die in einer mittelalterlichen Welt leben und sich mit anderen intelligenten Tieren wie Wieseln auseinandersetzen müssen.

## Inhalt
Die Geschichten der Serie spielen in einer Welt des Mittelalters, in der Mäuse eine eigene Zivilisation bilden. Sie leben in Dörfern und kleinen Städten und treiben Handel miteinander, sind aber auch stets von größeren Tieren oder voneinander bedroht. So sucht sich Lockhaven, die größte Stadt der Mäuse, abzuschotten und hat mit den Mouse Guard eine eigene Wache. Diese schützt auch die Mäuse, die sich in die gefährliche Welt außerhalb der Siedlungen begeben müssen. Die erste Geschichte folgt den drei Wächtern Lieam, Saxon und Kenzie.

## Veröffentlichung
Die Serie erscheint seit 2006 mit Unterbrechungen alle zwei Monate als Comicheft. Jeweils drei Hefte bilden die Handlungsbögen Fall 1152 („Herbst 1152“), Winter 1152 und Black Axe („Die schwarze Axt“), die jeweils auch als Sammelband erschienen sind. 2010 kam außerdem die Kurzgeschichte Spring 1153 zum amerikanischen Gratis-Comic-Tag heraus. 2009 startete David Petersen das Spin-off-Projekt Legends of the Guard („Legenden der Wächter“), in dem andere Comickünstler Kurzgeschichten aus dem Mouse Guard-Universum erzählen. Von 2006 bis 2009 wurden außerdem vier Sketchbooks veröffentlicht.
Seit April 2008 bringt Cross Cult die Sammelbände auf Deutsch heraus. Bisher erschienen Herbst 1152 und Winter 1152. Im Februar 2012 folgte Die Legenden der Wächter. Der Comic wurde auch ins Französische und Portugiesische übersetzt.

## Spiele-Adaption
2008 brachte Archaia Studios Press ein Pen-&-Paper-Rollenspiel heraus, das auf der Comicserie basiert.
2016 wurde die zweite Edition veröffentlicht, als Hardcoverbuch und als Box mit Zubehör wie Würfel, Charakterbögen und einer Karte der Territorien.

## Rezeption
Im Jahr 2008 gewann Mouse Guard zwei Eisner Awards, als „Best Publication for Kids“ und „Best Graphic Album-Reprint“. Die Sammlung Legends of the Guard gewann 2011 einen Eisner Award als „Best Anthology“. Die deutsche Veröffentlichung wurde 2008 für den Max-und-Moritz-Preis in der Kategorie „Bester Comic für Kinder“ und 2009 in der Kategorie „Bester US-Comic“ für den PENG!-Preis nominiert.
In 1001 Comics beschreibt Helena Baser den ersten Teil der Serie als „liebevoll erzählte“ Geschichte mit „in einem märchenhaft detaillierten Stil naturalistisch gezeichneten Mäusen.“